# 1905-ös Tour de France
Az 1905-ös Tour de France a harmadik francia körverseny volt. 1905. július 9-e és július 30-a között rendezték. A legjelentősebb változás az előző évi versennyel szemben az volt, hogy a szakaszokat lerövidítették, így nem kellett éjszaka versenyezni. Ezáltal mintegy kétszer annyi, 11 szakaszra osztódott a táv. A másik jelentős változás az értékelésben volt, ebben az évben ugyanis nem az összetett időt, hanem a szakaszok teljesítéséből kapott pontokat vették alapul az értékelésnél.
A verseny össztávja 2 994 km volt, a verseny átlagsebessége 27,107 km/h. Ebben az évben került a programba az első komolyabb hely, a Ballon d'Alsace is. 

## Szakaszok
| Szakasz | Időpont    | Végpontok              | Hossz (km) | Szakaszgyőztes           | Összetett első        |
| ------- | ---------- | ---------------------- | ---------- | ------------------------ | --------------------- |
| 1.      | július 9.  | Párizs – Nancy         | 340        | Louis Trousselier        | Louis Trousselier     |
| 2.      | július 10. | Nancy – Besançon       | 299        | Hyppolite Aucouturier    | Hyppolite Aucouturier |
| 3.      | július 13. | Besançon – Grenoble    | 327        | Louis Trousselier        | Hyppolite Aucouturier |
| 4.      | július 16. | Grenoble – Toulon      | 348        | Hyppolite Aucouturier    | Hyppolite Aucouturier |
| 5.      | július 18. | Toulon – Nîmes         | 192        | Louis Trousselier        | Louis Trousselier     |
| 6.      | július 20. | Nîmes – Toulouse       | 307        | Jean-Baptiste Dortignacq | Louis Trousselier     |
| 7.      | július 22. | Toulouse – Bordeaux    | 268        | Louis Trousselier        | Louis Trousselier     |
| 8.      | július 24. | Bordeaux – La Rochelle | 257        | Hyppolite Aucouturier    | Louis Trousselier     |
| 9.      | július 26. | La Rochelle – Rennes   | 263        | Louis Trousselier        | Louis Trousselier     |
| 10.     | július 28. | Rennes – Caen          | 167        | Jean-Baptiste Dortignacq | Louis Trousselier     |
| 11.     | július 30. | Caen – Párizs          | 253        | Jean-Baptiste Dortignacq | Louis Trousselier     |

| 1. Louis Trousselier        | FRA | 35 pont  |
| 2. Hippolyte Aucouturier    | FRA | 61 pont  |
| 3. Jean-Baptiste Dortignacq | FRA | 64 pont  |
| 4. Emile Georget            | FRA | 123 pont |
| 5. Petit-Breton             | FRA | 155 pont |
| 6. Augustin Ringeval        | FRA | 202 pont |
| 7. Paul Chauvet             | FRA | 231 pont |
| 8. Philippe Pautrat         | FRA | 248 pont |
| 9. Julien Maitron           | FRA | 255 pont |
| 10. Julien Gabory           | FRA | 304 pont |
| 60 induló, 24 célbaérő      |     |          |

| Szakasz | Hegy            | Magasság | Versenyző      | Ország  |
| ------- | --------------- | -------- | -------------- | ------- |
| 2       | Ballon d'Alsace | 1178     | René Pottier   | Francia |
| 4       | Bayard          | 1246     | Julien Maitron | Francia |
| 4       | Ĉote de Laffrey | 900      | Julien Maitron | Francia |